# Giovanni Collino
Giovanni Collino (Pontebba, 15 giugno 1954) è un politico italiano, europarlamentare, eletto nel PdL, dal 2009 fino al 7 giugno 2011.

## Biografia
Nel 1996 è eletto al Senato della Repubblica per Alleanza Nazionale. È membro della 6ª Commissione permanente (Finanze e tesoro), della 10ª Commissione permanente (Industria, commercio, turismo), della Delegazione italiana presso l'Assemblea dell'INCE.
Nel 2001 è rieletto al Senato della Repubblica. È membro della 4ª Commissione permanente (Difesa) e della 6ª Commissione permanente (Finanze e tesoro).
Nel 2006 è confermato al Senato della Repubblica, sempre in AN. È membro della 4ª Commissione permanente (Difesa) e della Commissione parlamentare per le questioni regionali.
Membro dell'Esecutivo nazionale di AN.
Responsabile dell'organizzazione del partito fino al 2005, viene nominato da Fini responsabile del settore degli enti locali dal 2006.
È rieletto nuovamente alle elezioni politiche del 2008 al Senato della Repubblica, nelle file del Popolo della Libertà, si dimette il 14 luglio 2009, perché eletto, alle elezioni europee, europarlamentare nella lista PDL. È presidente della Commissione paritetica tra lo Stato e la regione autonoma Friuli Venezia Giulia.
Nel 2009 diventa responsabile del settore enti locali del PDL, da cui si dimette il 21 novembre 2010. In seguito partecipa quale invitato al congresso di Milano a Futuro e Libertà per l'Italia, alla quale formazione politica non si iscrive e che  fin da subito non segue nel 2011.
Il 7 giugno 2011 è dichiarato decaduto dall'europarlamento per effetto della sentenza 2886/2011 del Consiglio di Stato, con la quale è stato detratto un seggio alla circoscrizione nord-orientale a vantaggio di quella meridionale). Gli subentra Giuseppe Gargani.
Decaduto dall'Europarlamento, lascia ogni incarico politico e torna a fare l'imprenditore. Assume la Presidenza della OLOS Srl che si occupa di sicurezza stradale e Europrogettazione fino al 10-10-2016 quando l'assemblea dei soci per esigenze di mercato pone in atto una scissione asimmentrica della società dalla quale nasce nel 2011 la DRIVEvolve Srl con sede a Tavagnacco (Ud), che si occupa di Gestione delle Flotte aziendali di cui ricopre attualmente il ruolo di Presidente e socio di maggioranza.
Nel dicembre 2017 partecipa come ospite al congresso di Fratelli d'Italia tenutosi a Trieste.
Nel febbraio 2021 con alcuni ex membri di Alleanza Nazionale, rappresentati dall'associazione Rifare l'Italia di Viviana Beccalossi, firma un appello per chiedere a Fratelli d'Italia di sostenere il Governo Draghi.